# Hippopsis septemlineata
Hippopsis septemlineata là một loài bọ cánh cứng trong họ Cerambycidae.